# Mario Lessard
Mario Lessard (* 25. Juni 1954 in East Broughton, Québec) ist ein ehemaliger kanadischer Eishockeytorwart, der von 1978 und 1984 für die Los Angeles Kings in der National Hockey League spielte.

## Karriere
Lessard spielte während seiner Juniorenzeit für die Sherbrooke Castors in der QMJHL, wo er sich den Platz im Tor mit Reggie Lemelin teilte.  Beide Torhüter wurden beim NHL Amateur Draft 1974 ausgewählt, wobei Lessard in der neunten Runde als 154. und damit 29 Plätze hinter Lemelin ausgewählt wurde. Beim WHA Amateur Draft 1974 hatten die Quebec Nordiques sich in der elften Runde als 157. die Rechte an ihm gesichert.
Seine ersten Erfahrungen im Seniorenbereich sammelte er bei den Saginaw Gears in der IHL. Dort entwickelte er sich gut weiter. Nach drei Jahren dort wechselte er in die AHL zu den Springfield Indians.
Nachdem er auch dort überzeugt hatte, holten ihn die Los Angeles Kings zur Saison 1978/79 in die NHL. Die Kings hatten ihren bisherigen Startorwart Rogatien Vachon abgegeben und vertrauten nun auf Lessard und Ron Grahame. Lessard überzeugte mit 23 Siegen und vier Shutouts, den ersten davon in seinem Debütspiel am 26. Oktober 1978 gegen die Buffalo Sabres. In den folgenden Jahren bis zur Saison 1981/82 war er Stammtorwart der Kings und vertrat sein Team auch einmal beim NHL All-Star Game.
In den folgenden beiden Jahren ließen seine Leistungen nach. Er musste phasenweise zu den Birmingham South Stars in die CHL und den New Haven Nighthawks in die AHL. 1984 beendete er seine aktive Karriere.

## Sportliche Erfolge
- Turner Cup: 1977

### Persönliche Auszeichnungen
- IHL First All-Star Team: 1977
- AHL Second All-Star Team: 1978
- NHL Second All-Star Team: 1981
- Teilnahme am NHL All-Star Game: 1981